# Róna Péter (filmrendező)
Róna Péter (Szeged, 1940. június 13. –) Balázs Béla-díjas (1986) magyar filmrendező.

## Életpályája
Szülei Róna E. István és Hutterer Erzsébet voltak. 1958–1960 között a Szegedi Nemzeti Színháznál segédrendező volt. 1962-ben végzett a Szegedi Tudományegyetem Jogtudományi Karán. 1963-ban elvégezte a Színház- és Filmművészeti Főiskolát. 1964–1965 között a Magyar Televízió rendezőasszisztense volt. 1965-től a Movi munkatársa. 2002–2008 között a Törökbálinti Újság kiadója és főszerkesztője volt.

## Filmjei
- Vádbeszéd (1967)
- Autóversenyzők (1981)
- Sodródás (1982)
- Nürnberg 1946 (1983)
- A magyar nép nevében (1984)
- Az ember és a gép (1987)
- Autóváros (1992)